# 七股区
七股区（チーグー/しちこ-く）は台南市の市轄区。

## 地理
七股区は台南市南西端の沿海地区に位置し、北は将軍区と、東は佳里区、西港区と、南は安南区とそれぞれ接している。沿岸地区に位置しているため砂地、砂州、潟湖が多く、沿岸にはマングローブが群生し野鳥の生息地となっている。

## 歴史
七股は古くは台江内海の一部であったものが、曽文渓の改道により陸化が進行した地域である。清代になり漢人の入植が開始され、7名の入植者が協力して開墾に当ったことから「七股寮仔」或いは「七股寮」と称されるようになった。1920年の台湾地方改制の際、「七股庄」が設置されて台南州北門郡の管轄となった。この地に在「七股庄」が設置され台南州北門郡の管轄となった。戦後は「七股郷」となり、2010年12月25日の台南県の台南市編入に伴い「七股区」に改編され現在に至っている。

## 行政区
| 地区   | 里                                                     |
| ------ | ------------------------------------------------------ |
| 北七股 | 大潭里、西寮里、後港里、頂山里、篤加里                 |
| 中七股 | 七股里、大埕里、中寮里、玉成里、渓南里、龍山里、塩埕里 |
| 南七股 | 十份里、三股里、永吉里、竹橋里、義合里、樹林里         |

## 歴代区長
| 代 | 氏名 | 退任日 |
| -- | ---- | ------ |

## 教育

### 国民中学
- 台南市立後港国民中学
- 台南市立竹橋国民中学
- 台南市立昭明国民中学

### 国民小学

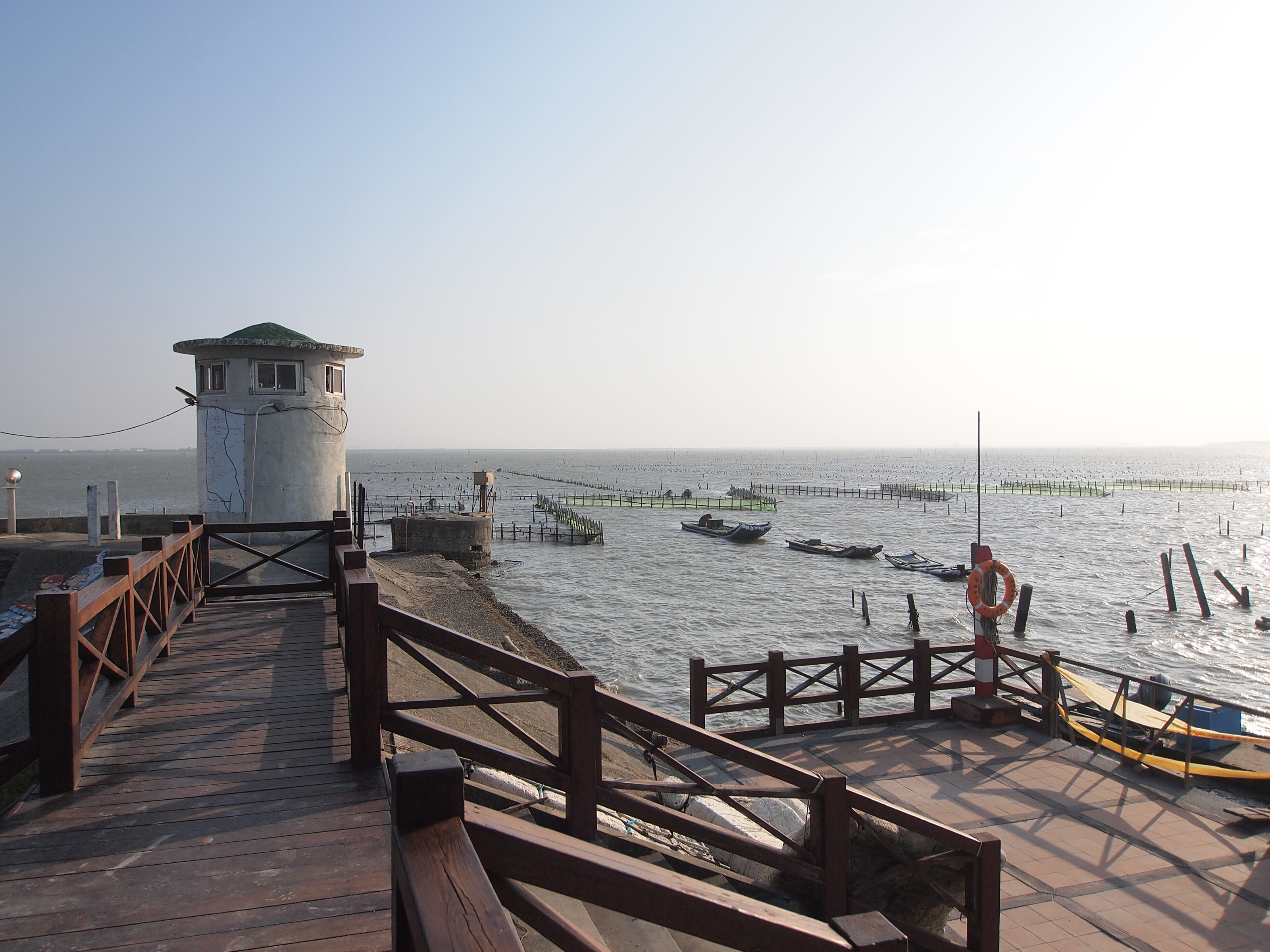
七股観海楼南西側の七股潟湖

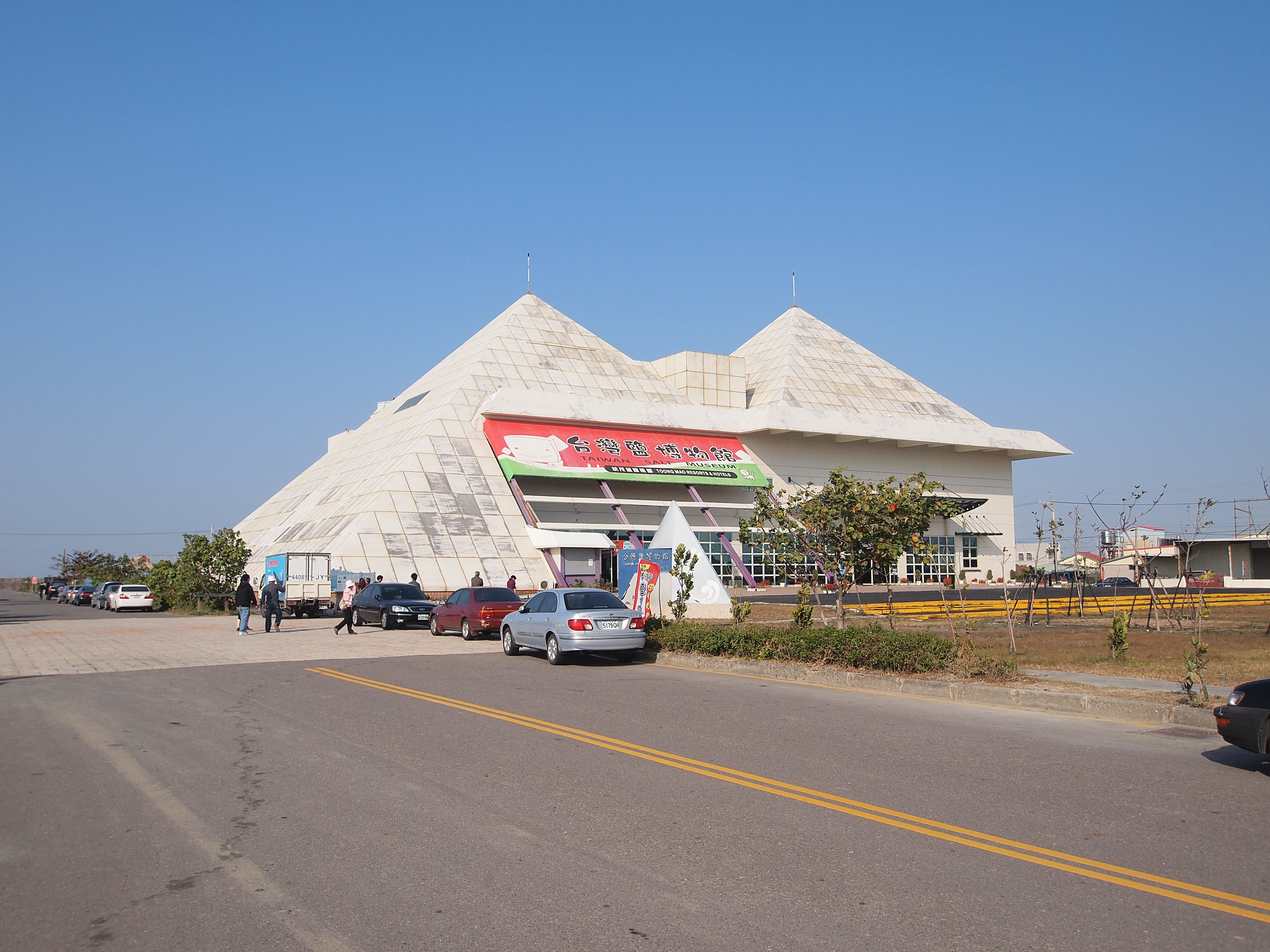
台湾塩博物館

| - 台南市七股区七股国民小学 - 台南市七股区篤加国民小学 - 台南市七股区光復国民小学 - 台南市七股区大文国民小学 | - 台南市七股区樹林国民小学 - 台南市七股区竹橋国民小学 - 台南市七股区三股国民小学 - 台南市七股区龍山国民小学 | - 台南市七股区建功国民小学 - 台南市七股区後港国民小学 - 台南市七股区後港国民小学頂山分校 |

## 交通
| 種別 | 路線名称 | その他 |
| ---- | -------- | ------ |
| 省道 | 台17線   |        |

## 観光
- 台江国家公園
- クロツラヘラサギ生態保護区（中国語版）
- 七股塩田（中国語版）
- 七股塩山（中国語版）
- 七股潟湖（中国語版）
- 台湾塩博物館（中国語版）
- 竜山漁港
- 篤加里（中国語版）